# We Found Love
«We Found Love» — пісня барбадоської співачки Ріанни з її шостого студійного альбому «Talk That Talk». Пісня записана з шотландським співаком, композитором та ді-джеєм Кельвіном Харрісом. Прем'єра «We Found Love» відбулась 22 вересня 2011 року на британській радіостанції Capital FM; в цей же день сингл вийшов у комерційну реалізацію через iTunes в Австралії, Франції, Італії і Сполучених Штатах Америки. Композиція стала найпопулярнішою піснею 2011 року — 8 тижнів #1 в головному чарті Америки Billboard Hot 100, обігнавши таких конкурентів як Adele (7 тижнів) і Lady Gaga (6 тижнів). Але навіть після цього синглу вдавалось знову підніматися на вершину, протримавшись ще 2 тижні № 1. В результаті, спільний дует загалом пробув 10 тижнів № 1.

## Трек-лист
- Цифрове завантаження

1. «We Found Love» — 3:35

- CD-сингл, виданий в Німеччині[1]

1. «We Found Love» (Album Version) — 3:36
2. «We Found Love» (Extended Version) — 5:45

## Сертифікації
| Регіон | Сертифікація  | Продажі    |
| --- | ------------- | ---------- |
| Австралія (ARIA) | 8× Платиновий | 560 000    |
| Бельгія (BEA) | Платиновий    | 30 000*    |
| Данія (IFPI Denmark) | 3× Платиновий | 270 000    |
| Німеччина (BVMI) | 3× Платиновий | 900 000    |
| Італія (FIMI) | 3× Платиновий | 90 000     |
| Японія (RIAJ) | Платиновий    | 250 000*   |
| Нова Зеландія (RIANZ) | 3× Платиновий | 45 000*    |
| Португалія (AFP) | Платиновий    | 20 000     |
| Іспанія (PROMUSICAE) | Платиновий    | 40 000*    |
| Швеція (IFPI Sweden) | 6× Платиновий | 240 000    |
| Швейцарія (IFPI Switzerland) | 2× Платиновий | 60 000^    |
| Велика Британія (BPI) | 4× Платиновий | 2 400 000  |
| США (RIAA) | Діамантовий   | 10 000 000 |
| Streaming |               |            |
| Греція (IFPI Greece) | Золотий       | 1 000 000  |
| Підсумки |               |            |
| Worldwide | —             | 10,500,000 |
| *продажі, що базуються лише на сертифікаціях · ^відвантаження, що базуються лише на сертифікаціях · продажі+прослуховування, що базуються лише на сертифікаціях · лише прослуховування, що базуються лише на сертифікаціях |               |            |